# Labastide-d’Armagnac
Labastide-d’Armagnac ist eine französische Gemeinde mit 680 Einwohnern (Stand 1. Januar 2022) im Département Landes in der Region Nouvelle-Aquitaine. Historisch gesehen gehört der Ort zur ehemaligen Provinz Gascogne.

## Lage und Klima
Labastide-d’Armagnac liegt am Flüsschen Douze etwa 82 km (Fahrtstrecke) in nordwestlicher Richtung von der Stadt Auch bzw. etwa 132 km in südlicher Richtung von Bordeaux entfernt. Die nächstgrößere Stadt ist Mont-de-Marsan etwa 29 km südwestlich. Das Klima ist zumeist mild bis gemäßigt; Regen (ca. 500 mm/Jahr) fällt übers Jahr verteilt.

## Bevölkerungsentwicklung
| Jahr      | 1800 | 1851 | 1901 | 1954 | 1999 | 2021 |
| --------- | ---- | ---- | ---- | ---- | ---- | ---- |
| Einwohner | 1473 | 1704 | 1445 | 1058 | 707  | 688  |

Der konstante Bevölkerungsrückgang seit der Mitte des 19. Jahrhunderts ist zunächst auf die Reblauskrise im Weinbau und später dann auf die zunehmende Mechanisierung der Landwirtschaft und die Aufgabe von landwirtschaftlichen Kleinbetrieben („Höfesterben“) zurückzuführen.

## Wirtschaft
Der Ort entwickelte sich nach seiner Gründung schnell zu einem regionalen Handwerks- und Handelszentrum für die vielen Dörfer, Weiler und Einzelgehöfte in der Umgebung, in der auch Wein angebaut wird, dessen Rebensaft jedoch nur selten zu Wein verarbeitet wird, sondern – nach aufwendiger Destillation – in Eichenholzfässern zu 'Armagnac' heranreift.

## Geschichte
Die Bastide wurde im Jahre 1291 von Bernard d’Armagnac unter dem Namen Bolonia gegründet. Der englische König Eduard I. erteilte die Erlaubnis dazu. Im Volksmund hieß der Ort jedoch von Anfang an Labastide-d’Armagnac. Im 16. Jahrhundert weilte der spätere französische König Heinrich IV. mehrfach in der kleinen Stadt.

## Sehenswürdigkeiten

### Im Ort

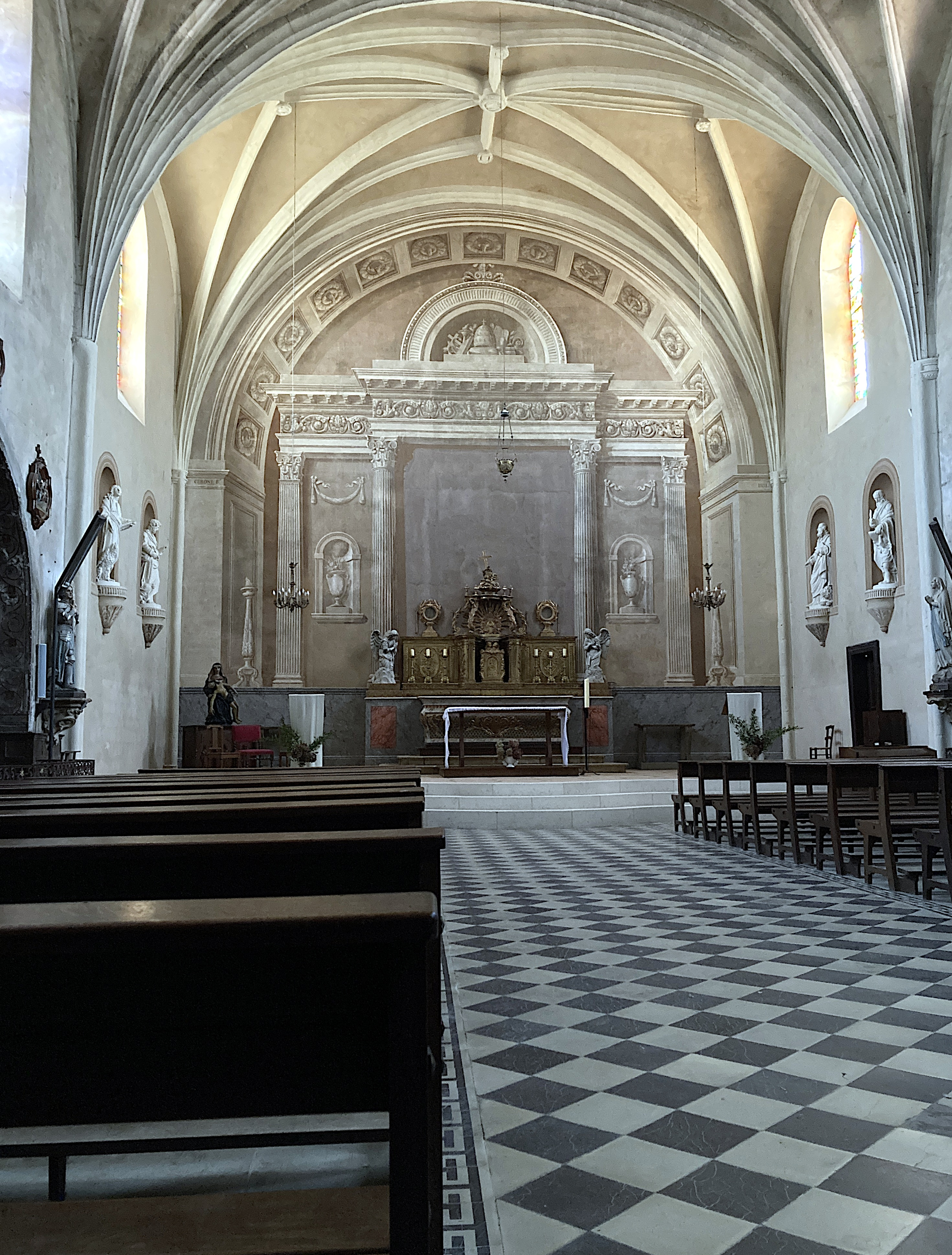
Innenansicht der Kirche Notre-Dame

- Der zentrale Platz (Place Notre-Dame oder Place Royale) ist das optische Aushängeschild des Ortes. Die zweigeschossigen Häuser standen ursprünglich alle traufständig zur Platzfläche. Ihr Erdgeschoss ist durch Arkaden oder Pfeiler- bzw. Holzständerkonstruktionen geöffnet und bietet somit einen hervorragenden Wetterschutz. Während sich hier in früheren Zeiten vorwiegend Händler und Handwerker niederließen, werden einige der Räume heute als Cafés, Eisdielen oder Restaurants genutzt.
- Im Maison Malartic hielt sich Heinrich von Navarra nach seiner Flucht aus Paris mehrere Male auf. Der Besitzer des Anwesens war ein treuer Freund und Waffengefährte des späteren französischen Königs.
- Die Kirche Notre-Dame fällt in erster Linie durch einen mächtigen Westturm auf, den die Bewohner des Ortes für einen ehemaligen Wehrturm (donjon) halten, der im 15./16. Jahrhundert in den Neubau der Kirche integriert wurde. Im Innern wirkt die Kirche denn auch so gar nicht wehrhaft:–Das breite und helle Schiff ist mit einem komplizierten spätgotischen Rippengewölbe geschmückt, dessen Schubkräfte – optisch – von zierlichen seitlichen Dienstbündeln abgefangen werden; seitlich ans Kirchenschiff schließen sich Kapellen an. Bemerkenswert sind die in Trompe-l’œil-Manier gemalten Architekturszenerien des flachen, nichtapsidialen Chorschlusses, die – ebenso wie die maßwerklosen Fenster – die Stilepoche der Renaissance erahnen lassen. Der Kirchenbau wurde im Jahr 1970 als Monument historique[3] anerkannt.
- Die Kellergewölbe unterhalb des benachbarten Rathauses (mairie) wurden in Krisenzeiten als Getreidespeicher genutzt. Außerdem gab es auch eine Gefängniszelle.

### In der Umgebung

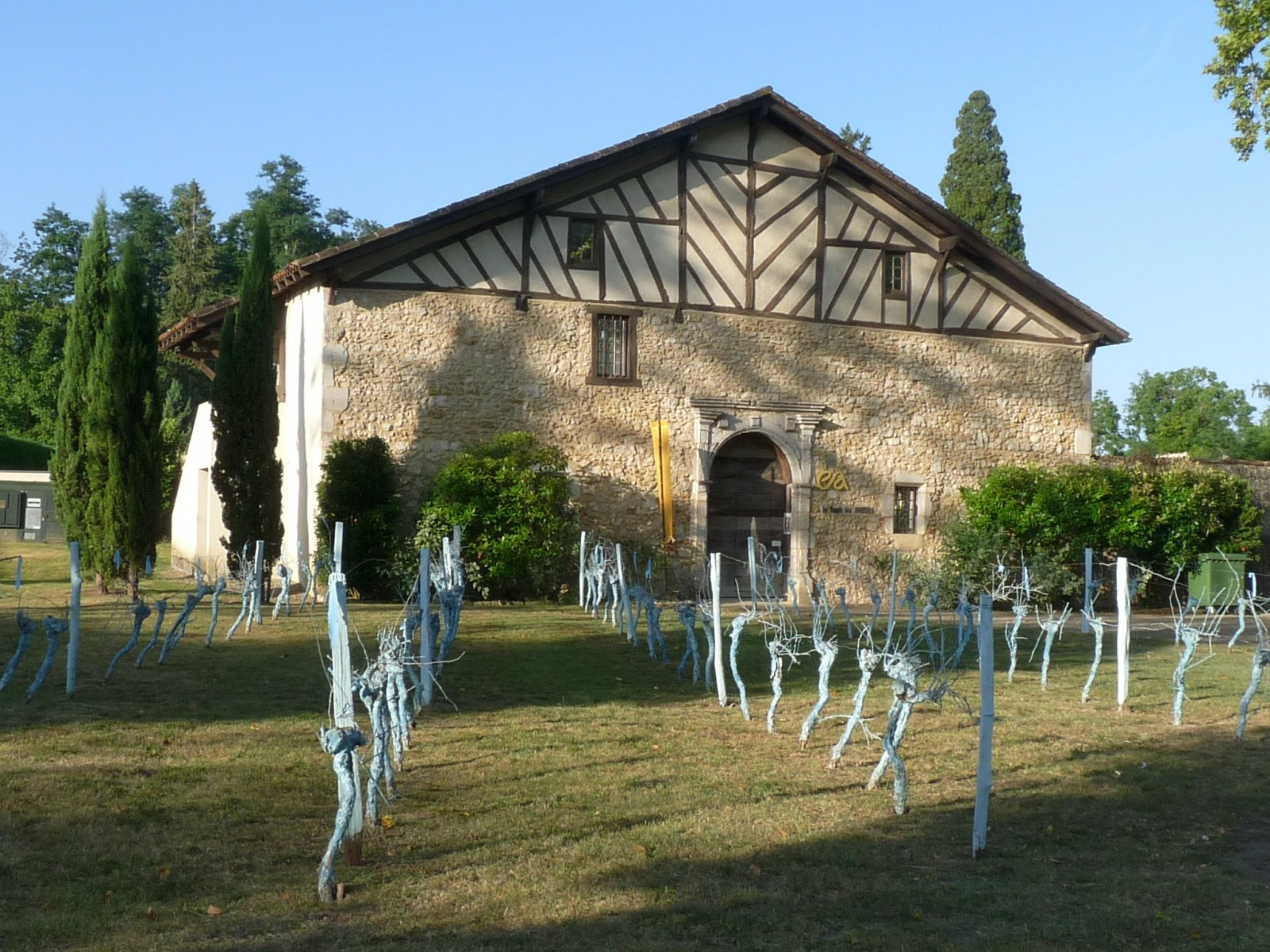
Temple protestante

- Etwa 2 km außerhalb des Ortes befindet sich die einfache romanische Église de Géou oder Église Notre-Dame des Cyclistes, so genannt, weil hier seit den 1950er Jahren alljährlich zu Pfingsten ein Radfahrertreffen stattfindet, das auf die Ideen und Initiativen eines vom Radsport begeisterten Pfarrers zurückgeht. Der Bau dient heutzutage keinen sakralen Zwecken mehr; vielmehr ist es eine Art Wallfahrtsstätte für Radsportbegeisterte aus aller Welt. Eines der neuen Kirchenfenster zeigt die Madonna – seitlich eingerahmt von einem Regenbogen, der aber auch unschwer als Radrennbahn identifiziert werden kann. Schöpfer dieser Fenster war der frühere Radprofi Henry Anglade. Auch diese Kirche ist seit 1980 bzw. seit 1998 als Monument historique[4] anerkannt.
- Ebenfalls außerhalb der Stadt steht eine ehemalige protestantische Kirche, der sogenannte Temple. Die erste innerstädtische Kirche der Evangelischen am Ort fiel einem Brandanschlag zum Opfer; man wollte keine Andersgläubigen in der Stadt haben. Der jetzige Bau stammt aus dem Jahr 1607; nach dem Widerruf des Edikts von Nantes durch Ludwig XIV. im Jahre 1685 wurde der Temple geschlossen und unter anderem als Scheune genutzt. Es ist eines der wenigen protestantischen Bauwerke in Frankreich, die die schwierigen Zeiten der Hugenottenvertreibung überstanden haben. Heute dient die ehemalige Kirche als sehenswertes Museum zur Geschichte der Bastiden im Südwesten Frankreichs.
- Das Château du Prada ist ein ganz im Stil des Klassizismus errichteter Landsitz aus dem Jahre 1764. Der Bauherr wünschte sich einen „schönen und praktischen“ Bau und beauftragte den Architekten Victor Louis, der wenige Jahre später das Theater von Bordeaux entwerfen und bauen sollte, mit der Planung. Der Bau wurde im Jahr 1984 als Monument historique[5] anerkannt.
- Etwas außerhalb des Ortes steht ein ehemaliges Waschhaus (lavoir) aus dem 19. Jahrhundert.

Place Royale
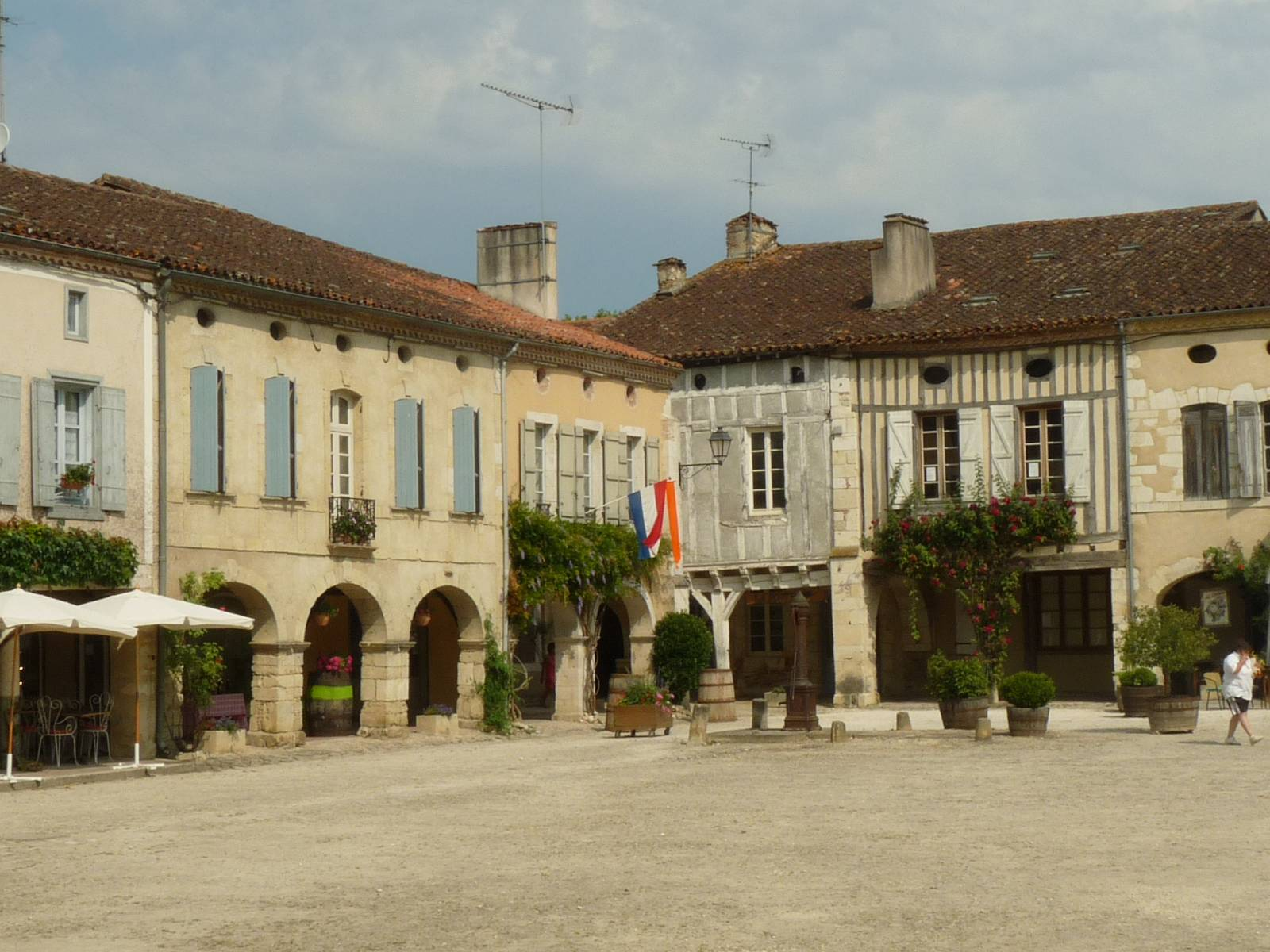
Place Royale
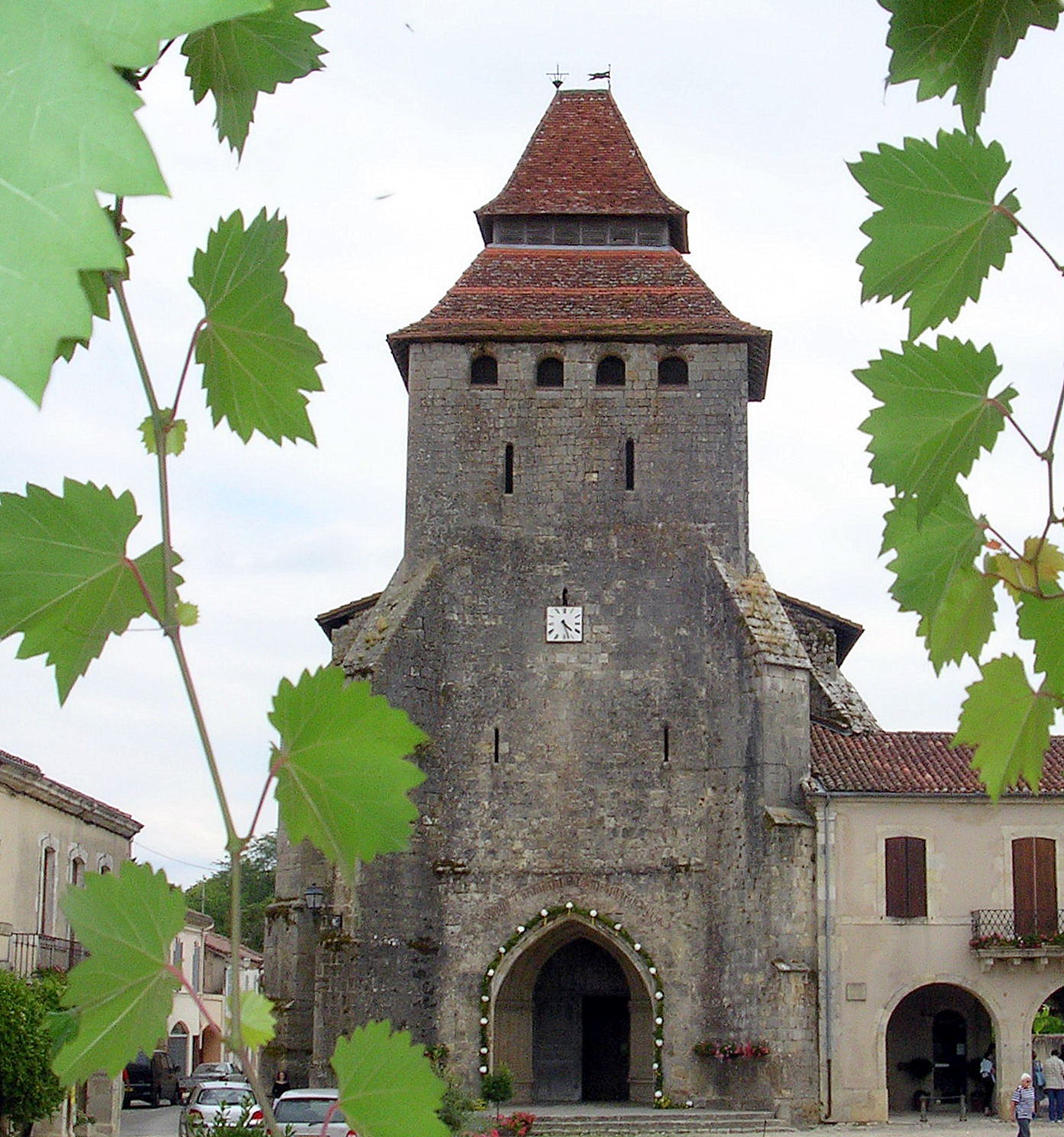
Église Notre-Dame
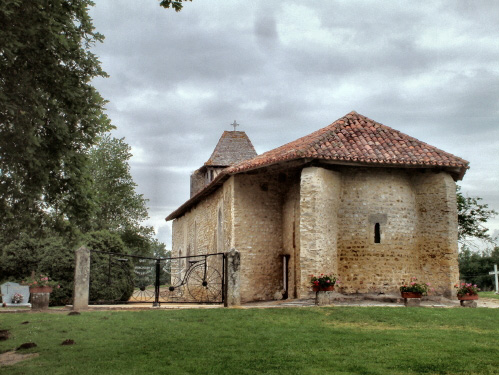
Notre-Dame des Cyclistes
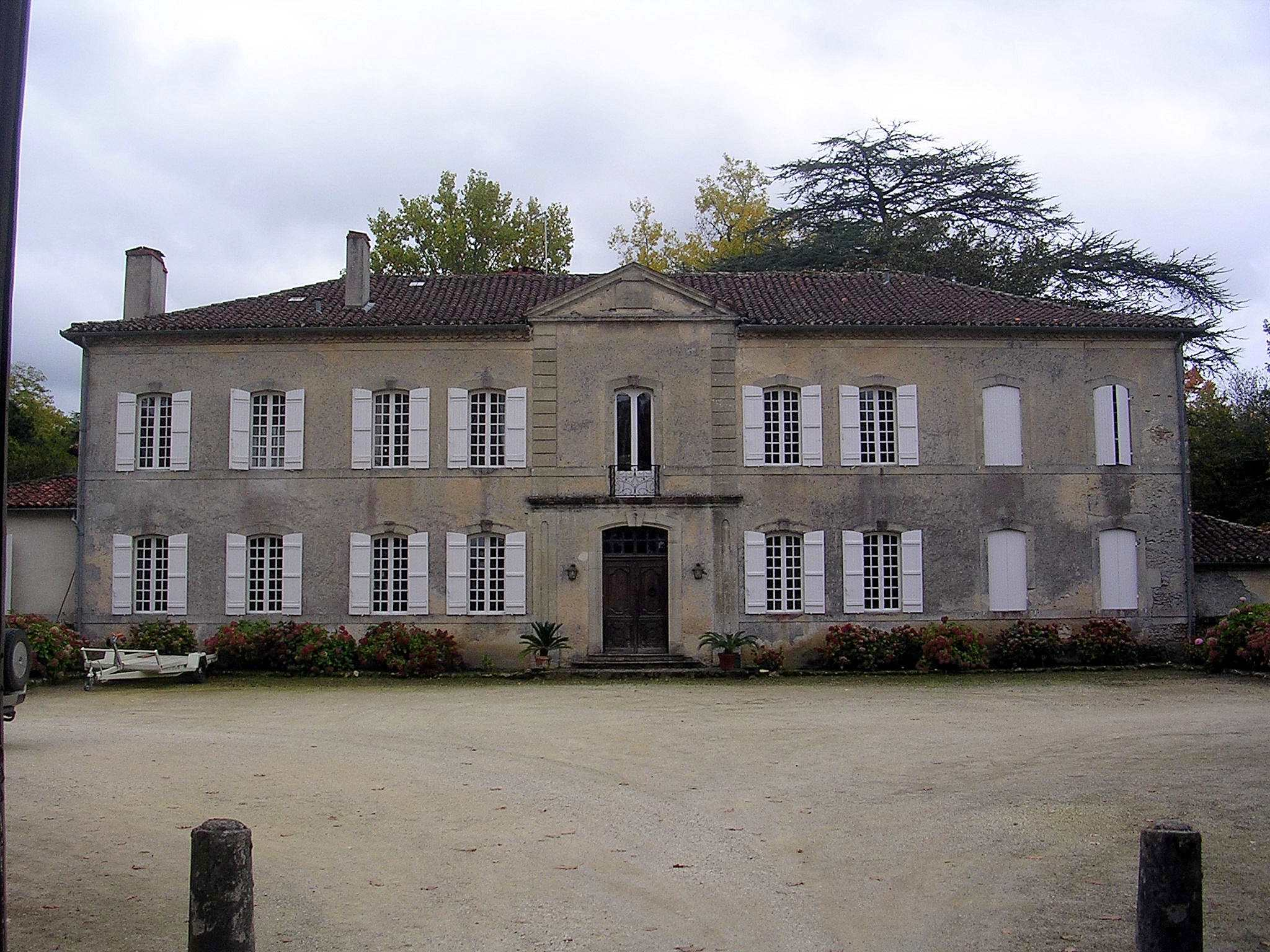
Château du Prada

## Sonstiges
Möglicherweise gab der große zentrale Platz von Labastide d’Armagnac den Anstoß für ein ähnliches Bauprojekt Heinrichs IV. in Paris – der Place des Vosges.